# Ø

حرف Ø بخطي هيلفيتيكا وبودوني

Ø (أو الحرف الصغير: ø) هو حرف مصوت يُستخدم في الدنماركية والنرويجية والفاروية وسامي الجنوبية. غالبا ما يستخدم لتمثيل الصوائت الأمامية المتوسطة المدورة مثل [ø] و[œ] باستثناء لغة سامي الجنوبية التي تستخدم مصوتاً مزدوجاً في [oe]. كما يُستخدم الحرف الصغير ø في الألفبائية الصوتية الدولية ليُمثّل مصوت أمامي متوسط مغلق مدور.

## الاستخدام اللغوي
- يُمثّل الحرف Ø في الدنماركية والفاروية والنرويجية مصوت أمامي متوسط مغلق مدور لصوت مفرد (monophthong)، ويُرمز له في الألفبائية الصوتية الدولية بـ[ø] (يونيكود: U+00F8). وكالكثير من الحروف المصوتة فللحرف Ø متغير ذو نوعية «فاتحة» (بالدنماركية كلمة søster التي تعني «أخت») تُلفظ [ø] وفقاً للألفبائية الصوتية الدولية مثل لفظ "eu" في كلمة bleu الفرنسية، وله متغير ذو نوعية «داكنة» (بالدنماركية: كلمة bønne التي تعني «حبة بقول») تُلفظ [œ] وفقاً للألفبائية الصوتية الدولية مثل لفظ "œu" في كلمة bœuf الفرنسية.[1] تُلفظ ø القصيرة كـ[ʏ] بلهجة جزيرة سوروي باللغة الفاروية.
- تستخدم لغة سامي الجنوبية الحرف ø في النرويج، فيستعمل في مصوتان مزدوجان وهما yø وøø. أما بالنسبة لمتحدثي اللغة في السويد فإنه يُفضل استخدام الحرف Ö.
- يُستخدم Ø أيضاً في أبجديات بعض لغات أفريقيا مثل لغة ليندو المنتشرة في جمهورية الكونغو الديمقراطية ولغة كونزيم في الكاميرون.
- بالدنماركية Ø ليست عبارة عن حرف وحسب بل هي أيضاً مفردة تعني «جزيرة»، ويرادفها مفردة ö بالسويدية ومفردة øy بالنرويجية.
- قد يُستخدم حرف Ǿ ذو النبرة الحادة (يونيكود: U+01FE) في الدنماركية استخداماً نادراً بغرض تمييز استخدامه عن كلمة مشابهة تحوي على Ø. فمثلاً جملة hunden gǿr تعني بالدنماركية «ينبحُ الكلبُ» وبمقارنتها مع جملة hunden gør (det) والتي تعني «الكلب يفعلها» قد تؤدي للخلط بالمعنى لذلك قد تُستخدم Ǿ ذات النبِرة حادة لمنع الخلط. ولكن استخدامها ليس واجباً والمثال الأول يمكن أن يُكتب إما gǿr بنبرة حادة أو gør دون نبرة. أما المثال الثاني فلا يمكن كتابتها gǿr. إن جملة hunden gør (وتعني: «ينبحُ الكلبُ») باللغة الدنماركية قد يُستعاض عنها أحياناً بشكلٍ غير معتمد فتُكتب hunden gøer. ولكن عادةً ما يرجع هذا على الفهم الخاطئ لقواعد تصريف الأفعال المنتهية بحرف ø وحرف Å. ولا تُقبل طرق الكتابة الغريبة هذه رسمياً. ويمكن استعمال النبرة الحادة في لوحات المفاتيح الدنماركية لتوضع فوق أي حرف مصوت عبر الضغط على زرها ووضعه قبل الحراف المُراد، ولكن هذا قد لا يكون متاحاً بالنسبة لـǾ في نظام لوحة مفاتيح مايكروسوفت.
- يُستخدم Ø في النصوص المكتوبة بالآيسلندية القديمة فكانت Ø تُستخدم للدلالة على علامات تغيّر الصوت (umlauts)، ولكن لم تعد تُستخدم في طريقة الكتابة الآيسلندية المعيارية الحديثة.

## أحرف مشابهة
- تستخدم أبجديات كل من التركية والأذرية والتركمانية والتترية والسويدية والآيسلندية ولغة روتومان والألمانية والفنلندية والإستونية والمجرية الحرف Ö عوضاً عن Ø. وتستخدم المجرية الحرف Ő لنفس الصوت المطوّل.
- لا يجب الخلط بين حرف Ø وحرف Φ (فاي) في الأبجدية اليونانية وحرف Ф في الأبجدية السيريلية.
- يوجد في الأبجدية السيريلية حرف Ө المكافئ والمستخدم في أبجديات الكازاخية والمنغولية والأذرية..إلخ

## رموز مشابهة
- يستخدم الحرف Ø أحياناً في الرياضيات عوضاً عن الرمز ∅ (يونيكود: U+2205) للإشارة إلى مجموعة خالية.

## الاستخدام الحاسوبي

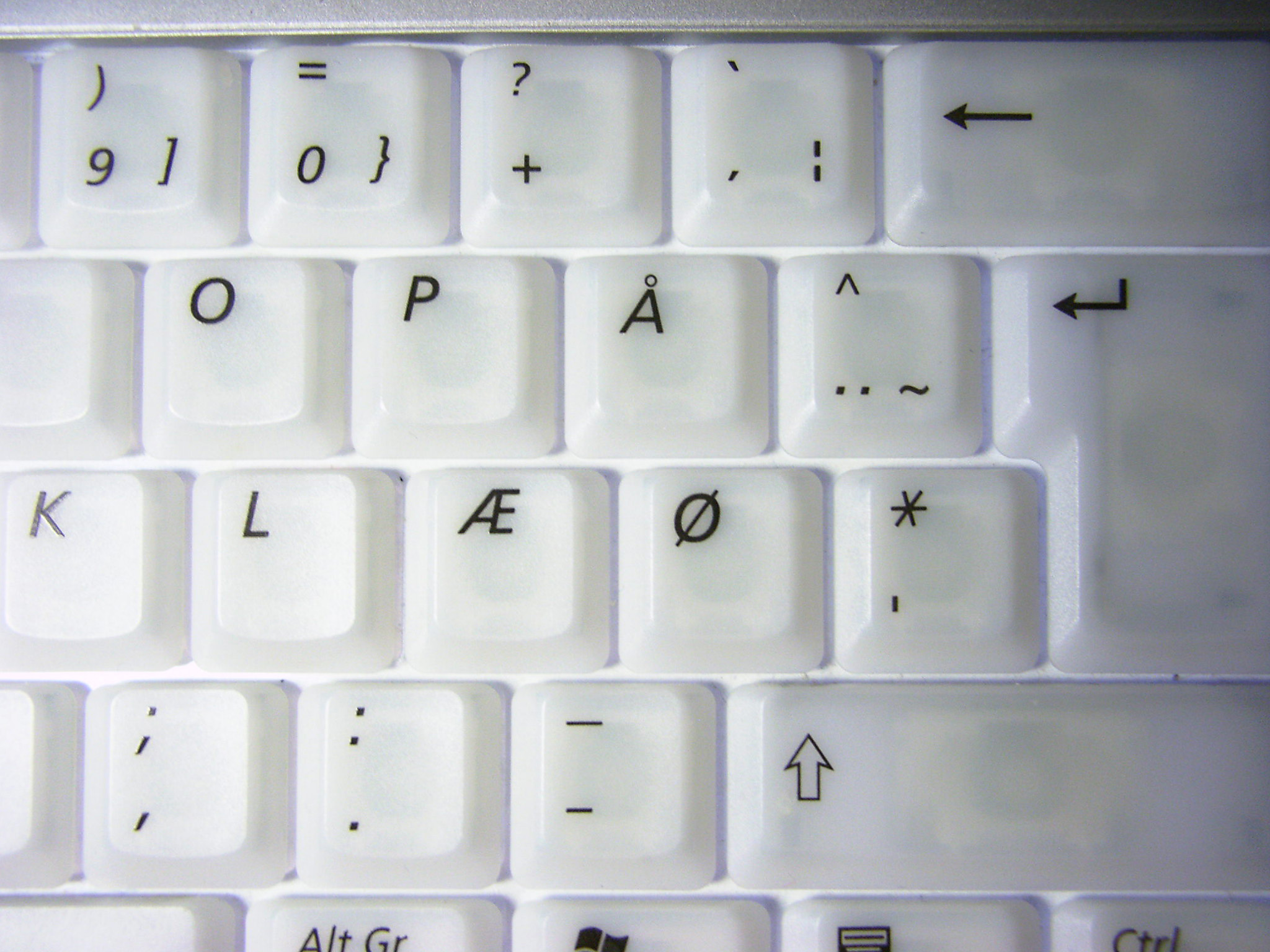
لوحة مفاتيح دنماركية تظهر عليها المفاتيح الخاصة بحرف Æ وحرف Ø وحرف Å. بينما يتبدل على لوحات المفاتيح النرويجية حرف Æ وحرف Ø ليظهر كل منهما في مكان الآخر.

| الحرف                                           | Ø                                  | Ø                                  | ø                                | ø                                |
| ----------------------------------------------- | ---------------------------------- | ---------------------------------- | -------------------------------- | -------------------------------- |
| اسم اليونيكود                                   | LATIN CAPITAL LETTER O WITH STROKE | LATIN CAPITAL LETTER O WITH STROKE | LATIN SMALL LETTER O WITH STROKE | LATIN SMALL LETTER O WITH STROKE |
| الترميزات                                       | نظام العد العشري                   | نظام عد ستة عشري                   | نظام العد العشري                 | نظام عد ستة عشري                 |
| يونيكود                                         | 216                                | U+00D8                             | 248                              | U+00F8                           |
| صيغة التحويل الموحد-8                           | 195 152                            | C3 98                              | 195 184                          | C3 B8                            |
| مرجع أبجدي عددي                                 | &#216;                             | &#xD8;                             | &#248;                           | &#xF8;                           |
| مرجع أبجدي فردي                                 | &Oslash;                           | &Oslash;                           | &oslash;                         | &oslash;                         |
| عائلة كود التبادل الموسع للترميز العشري الثنائي | 128                                | 80                                 | 112                              | 70                               |
| آيزو/آي إي سي 8859-1/4/9/10/13/16               | 216                                | D8                                 | 248                              | F8                               |
| تخ                                              | \O                                 | \O                                 | \o                               | \o                               |